# Леннон (Мічиган)
Леннон (англ. Lennon) — селище (англ. village) в США, в округах Шаявассі і Дженесі штату Мічиган. Населення — 509 осіб (2020).

## Географія
Леннон розташований за координатами 42°59′8″ пн. ш. 83°55′57″ зх. д. / 42.98556° пн. ш. 83.93250° зх. д. (42.985440, -83.932530).  За даними Бюро перепису населення США в 2010 році селище мало площу 2,37 км², уся площа — суходіл.

## Демографія
Згідно з переписом 2010 року, у селищі мешкало 511 особа в 181 домогосподарстві у складі 133 родин. Густота населення становила 216 осіб/км².  Було 194 помешкання (82/км²).
Расовий склад населення:
| - 94,5 % — білих - 2,3 % — корінних американців - 1,0 % — азіатів - 0,4 % — чорних або афроамериканців |

До двох чи більше рас належало 1,0 %. Частка іспаномовних становила 3,5 % від усіх жителів.
За віковим діапазоном населення розподілялося таким чином: 24,3 % — особи молодші 18 років, 62,0 % — особи у віці 18—64 років, 13,7 % — особи у віці 65 років та старші. Медіана віку мешканця становила 40,5 року. На 100 осіб жіночої статі у селищі припадало 107,7 чоловіків;  на 100 жінок у віці від 18 років та старших — 93,5 чоловіків також старших 18 років.
Середній дохід на одне домашнє господарство  становив 71 573 долари США (медіана — 52 083), а середній дохід на одну сім'ю — 66 453 долари (медіана — 55 750). Медіана доходів становила 39 583 долари для чоловіків та 32 321 долар для жінок. За межею бідності перебувало 9,4 % осіб, у тому числі 8,3 % дітей у віці до 18 років та 8,7 % осіб у віці 65 років та старших.
Цивільне працевлаштоване населення становило 189 осіб. Основні галузі зайнятості: роздрібна торгівля — 20,6 %, виробництво — 19,6 %, освіта, охорона здоров'я та соціальна допомога — 15,9 %.